# Susanna Kallurová
Susanna Elisabeth Kallurová (* 16. února 1981, Huntington, USA) je bývalá švédská atletka, sprinterka a mistryně Evropy, jejíž specializací byly krátké překážkové běhy.
10. února 2008 zaběhla v Karlsruhe dosud platný halový světový rekord v běhu na 60 metrů překážek, jehož hodnota činí 7,68 s.

## Životopis
Narodila se v americkém Huntingtonu, původem je ale Švédka a žije ve Falunu. Je dcerou úspěšného hokejisty Anderse Kallura, čtyřnásobného vítěze Stanley Cupu a jeho ženy Lisy. Má sestru Jenny, která je o 4 minuty starší, která byla také atletkou. Susanna vystudovala americkou školu University of Illinois at Urbana-Champaign, je vysoká 170 cm a váží 61 kg. Trénovali ji Agne Bergvall a Karin Torneklint.

## Sportovní kariéra
V roce 1998 vybojovala na MS juniorů v Annecy bronzovou medaili a o dva roky později se stala v chilském Santiagu juniorskou mistryní světa v běhu na 100 metrů překážek. V roce 2003 získala v Bydhošti titul mistryně Evropy do 23 let.
První velká medaile v seniorské kategorii přišla na halovém ME 2005 v Madridu, kde zvítězila v běhu na 60 metrů překážek. Druhá skončila její sestra Jenny. O rok později přišel bronz z halového mistrovství světa v Moskvě ve stejné disciplíně a zlatá medaile na Mistrovství Evropy v atletice 2006 v Göteborgu v běhu na 100 metrů překážek. Poslední velkou medailí je zlato z halového ME 2007 v Birminghamu.
Smutně skončilo její účinkování na olympiádě v Pekingu, kde v druhém semifinále zakopla o první překážku v běhu na 100 m a upadla.
Susanna Kallurová ukončila svoji profesionální kariéru v halové sezóně roku 2017.

### Osobní rekordy
Dráha
- Běh na 60 metrů: 7,24 sek.
- Běh na 100 metrů: 11,30 sek.
- Běh na 200 metrů: 23,32 sek.
- Běh na 800 metrů: 2:27,87 min.
- Běh na 100 metrů překážek: 12,49 sek.

Hala
- Běh na 60 metrů překážek: 7,68 sek.  (Současný světový rekord)